# Anophiodes meeki
Anophiodes meeki är en fjärilsart som beskrevs av Bethune-Baker 1908. Anophiodes meeki ingår i släktet Anophiodes och familjen nattflyn. Inga underarter finns listade i Catalogue of Life.